# Liste der Kulturdenkmale in Münchenbernsdorf
In der Liste der Kulturdenkmale in Münchenbernsdorf sind die Kulturdenkmale der thüringischen Gemeinde Münchenbernsdorf im Landkreis Greiz aufgelistet.

## Legende
- Bild: zeigt ein Bild des Kulturdenkmals und gegebenenfalls einen Link zu weiteren Fotos des Kulturdenkmals im Medienarchiv Wikimedia Commons
- Bezeichnung: Name, Bezeichnung oder die Art des Kulturdenkmals
- Lage: Wenn vorhanden Straßenname und Hausnummer des Kulturdenkmals; Grundsortierung der Liste erfolgt nach dieser Adresse. Der Link Karte führt zu verschiedenen Kartendarstellungen und nennt die Koordinaten des Kulturdenkmals.
 Kartenansicht, um Koordinaten zu setzen – in dieser Kartenansicht sind Kulturdenkmale ohne Koordinaten mit einem roten bzw. orangen Marker dargestellt und können in der Karte gesetzt werden. Kulturdenkmale ohne Bild sind mit einem blauen bzw. roten Marker gekennzeichnet, Kulturdenkmale mit Bild mit einem grünen bzw. orangen Marker.
- Datierung: gibt das Jahr der Fertigstellung beziehungsweise das Datum der Erstnennung oder den Zeitraum der Errichtung an
- Beschreibung: bauliche und geschichtliche Einzelheiten des Kulturdenkmals, vorzugsweise die Denkmaleigenschaften
- ID: Die ID identifiziert das Kulturdenkmal eindeutig. In Thüringen sind aktuell keine IDs veröffentlicht. In der ID-Spalte kann sich auch folgendes Icon  befinden, dies führt zu Angaben zu diesem Kulturdenkmal bei Wikidata.

## Kulturdenkmale nach Ortsteilen

### Kleinbernsdorf
| Bild                           | Bezeichnung            | Lage                                               | Datierung | Beschreibung | ID |
| ------------------------------ | ---------------------- | -------------------------------------------------- | --------- | ------------ | -- |
| weitere Bilder Fotos hochladen | Kirche mit Ausstattung | Kleinbernsdorf, Kirchgasse o. Nr. (Karte)          |           |              |    |
| BW                             | sog. Alte Schule       | Kleinbernsdorf, Kleinbernsdorfer Straße 15 (Karte) |           | Gehöft       |    |

### Münchenbernsdorf
| Bild                           | Bezeichnung                         | Lage                                                      | Datierung | Beschreibung           | ID |
| ------------------------------ | ----------------------------------- | --------------------------------------------------------- | --------- | ---------------------- | -- |
| BW                             | ehemaliges Wasserburg-/ Schloßareal | Münchenbernsdorf (Karte)                                  |           | Bodendenkmal           |    |
| BW                             | Produktions- und Bürogebäude        | Münchenbernsdorf, Breite Straße 9; Marktstraße 10 (Karte) |           |                        |    |
| BW                             | Wohnhaus                            | Münchenbernsdorf, Dr.-Wilhelm-Külz-Straße 2 (Karte)       |           |                        |    |
| BW                             | ehem. Schloßförsterei               | Münchenbernsdorf, Hinter der Mauer 9 (Karte)              |           | Försterei              |    |
| BW                             | Produktions- und Verwaltungsgebäude | Münchenbernsdorf, Jenaer Straße 22, 24 (Karte)            |           |                        |    |
| Fotos hochladen                | Rathaus                             | Münchenbernsdorf, Karl-Marx-Platz 13 (Karte)              |           |                        |    |
| weitere Bilder Fotos hochladen | St. Mauritius                       | Münchenbernsdorf, Kirchberg 2 (Karte)                     |           | Kirche mit Ausstattung |    |
| BW                             | Alte Schule                         | Münchenbernsdorf, Kleine Schloßstraße 2 (Karte)           |           | Schule                 |    |

### Schöna
| Bild                           | Bezeichnung                                      | Lage                      | Datierung | Beschreibung | ID |
| ------------------------------ | ------------------------------------------------ | ------------------------- | --------- | ------------ | -- |
| weitere Bilder Fotos hochladen | Kirche mit Ausstattung, Kirchhof und Glockenhaus | Schöna, Schöna 4a (Karte) |           |              |    |